# Polynoella
Polynoella är ett släkte av ringmaskar. Polynoella ingår i familjen Polynoidae.
Kladogram enligt Catalogue of Life:
| Polynoella | \| \| Polynoella brunnea \| \| \| \| \| \| Polynoella levisetosa \| \| \| \| \| \| Polynoella pachylepis \| \| \| \| |
|            | \| \| Polynoella brunnea \| \| \| \| \| \| Polynoella levisetosa \| \| \| \| \| \| Polynoella pachylepis \| \| \| \| |
|            | Polynoella brunnea                                                                                                   |
|            | |
|            | Polynoella levisetosa                                                                                                |
|            | |
|            | Polynoella pachylepis                                                                                                |
|            | |